# Вивијан Мајер
Вивијан Дороти Мајер (енгл. Vivian Dorothy Maier; Њујорк, 1. фебруар 1926 — Чикаго, 21. април 2009) америчка је улична фотографкиња. Радила је скоро четрдесет година као дадиља, највише у Chicago's North Shore, а у слободно време бавила се фотографијом. Усликала је више од 150.000 фотографија током свог дугогодишњег рада. Највише је фотографисала људе и архитектиру Њујорка, Чикага и Лос Анђелеса, мада је често путовала и фотографисала многе пределе.
Њене фотографије нису биле познате јавности и никада их није израдила. Начин на који је јавност постхумно сазнала за Мајерине фотографије као и о њеном ексцентричном животу приказан је у докуменатрном филму У трагању за Вивијан Мајер.

## Колекције фотографија
- Vivian Maier: Street Photographer. Brooklyn, NY: powerHouse. 2011. ISBN 978-1-57687-577-3.. .
- Vivian Maier: Out of the Shadows. Chicago, IL: CityFiles. 2012. ISBN 978-0-9785450-9-3.. .
- Vivian Maier: Self-Portraits. Brooklyn, NY: powerHouse. 2013. ISBN 978-1-57687-662-6.. .
- Eye to Eye: Photographs by Vivian Maier. Chicago, IL: CityFiles. 2014. ISBN 978-0-9915418-0-5.. .
- Vivian Maier: A Photographer Found. London: Harper Design. 2014.  978-0-06-230553-4..

## Документарни филмови
- Vivian Maier: Who Took Nanny's Pictures (2013). Jill Nicholls, BBC.[1] /The Vivian Maier Mystery/[2]
- Finding Vivian Maier (2013). John Maloof & Charlie Siskel.[3][4]

## Изложбе
- Finding Vivian Maier, November/December 2010, The Apartment Gallery (Apartment 02), Oslo, Norway.[5]
- March/April 2010, Bruun's Galleri, Århus, Denmark.[6]
- Finding Vivian Maier: Chicago Street Photographer, January–April 2011, Chicago Cultural Center.[7][8]
- Twinkle, twinkle, little star..., January–April 2011, Galerie Hilaneh von Kories, Hamburg, Germany.[9]
- Vivian Maier, Photographer, April–June 2011, Russell Bowman Art Advisory, Chicago, Illinois.[10]
- Vivian Maier – A Life Uncovered, July 2011, the London Street Photography Festival, London.[11]
- Vivian Maier, Photographer, July 2011 – January 2012, Hearst Gallery, New York.[12]
- Vivian Maier – A Life Uncovered, July–September 2011, Photofusion Gallery, London.[6]
- Vivian Maier, Photographer, September–November 2011, Stephen Cohen Gallery, Los Angeles.[13]
- December 2011 – February 2012, Steven Kasher Gallery, New York.[14]
- December 2011 – January 2012, Howard Greenberg Gallery, New York.[6]
- Vivian Maier – Hosted by Tim Roth, December 2011 – January 2012, Merry Karnowsky Gallery, Los Angeles.[6][15]
- Vivian Maier – Photographs January–April 2012, Jackson Fine Art, Atlanta.[16]
- Vivian Maier's Chicago, 2012–2014, Chicago History Museum, Chicago, Illinois.
- A la recherche de Vivian Maier (In search of Vivian Maier), June/July 2011, Saint-Julien-en-Champsaur.
- A la recherche de Vivian Maier (In search of Vivian Maier), July–August 2011, the Gap Library, Gap, Hautes-Alpes, France.[17]
- Lo sguardo nascosto (The Hidden Glance), October–November 2012, Brescia, Italy.[18]
- Vivian Maier, April–June 2013, Antwerp, Belgium, Gallery51.[19]
- Vivian Maier: Out of the Shadows, April–June 2013, Tampa, Fl; Florida Museum of Photographic Arts.[20]
- Summer in the City, June–August 2013, Chicago, IL; Russell Bowman Art Advisory.[21]
- Vivian Maier, June–August 2013, Shanghai, China; Kunst.Licht Photo Art Gallery.[22]
- Vivian Maier: Out of the Shadows, July–September 2013, Toronto, ON; Stephen Bulger Gallery.[23]
- Vivian Maier: Out of the Shadows – The Unknown Nanny Photographer, August–October 2013, Durango, Colorado; Open Shutter Gallery.[24]
- Загадка Вивьен Майер (The Riddle of Vivian Maier), September–October 2013, Moscow, Russia; Центр фотографии имени братьев Люмьер (The Lumiere Brothers Center for Photography).[6]
- Vivian Maier: Picturing Chicago, October 2013, Chicago, IL; Union League Club.[25]
- Vivian Maier, November 2013 – June 2014, Tours, France; Jeu de paume, Paris.[26]
- Vivian Maier, November–December 2013, Galerie Frederic Moisan, Paris, France.[27]
- Vivian Maier: Out of the Shadows, January–February 2014, Cleveland, Ohio; Cleveland Print Room.[28]
- Certificates of Presence: Vivian Maier, Livija Patikne, J. Lindemann, January 17 – March 8, 2014, Milwaukee, WI; Portrait Society Gallery.[29]
- Vivian Maier: Out of the Shadows, January–March 2014, Minneapolis, MN; MPLS Photo Center.[30]
- Vivian Maier: Out of the Shadows, February–June 2014, San Francisco, CA; Scott Nichols Gallery.[31]
- See All About It: Vivian Maier's Newspaper Portraits, March–May 2014, Berkeley, CA; The Reva and David Logan Gallery at UC Berkeley’s Graduate School of Journalism.[32]
- Vivian Maier, Photographer, March–May 2014, Fribourg, Switzerland; Cantonal and University Library.[33]
- Vivian Maier: Out of The Shadows, March–September 2014, Chicago, IL; Harold Washington Library.[34]
- Vivian Maier – A Photographic Journey, May–July 2014, Highland Park, IL; The Art Center Highland Park.[35]
- Vivian Maier, Amatorka, May–June 2014, Warsaw, Poland; Leica Gallery.[36]
- Vivian Maier – Street Photographer, November 2014 – January 2015, Amsterdam, The Netherlands; FOAM.[37]
- Permanent gallery of Maier’s work, opened 2014, Mpls Photo Center, Minneapolis, MN.[38]
- O Mundo Revelado de Vivian Maier, April–June 2015, São Paulo Museum of Image and Sound, São Paulo, Brazil.[39]
- Vivian Maier, August–September 2015, Beetles & Huxley, London.[40]

- Vivian Maier – Street Photographer, July–October 2015, Nuoro, Sardinia, Italy.[41]
- Vivian Maier – In Her Own Hands, June–September 2016, Fundació Foto Colectania, Barcelona, Spain.